# Lista de episódios especiais do WWE NXT
Esta é uma lista de episódios especiais do WWE NXT, detalhando todos os cartões especiais de televisão de luta profissional promovidos no NXT pela WWE.

## Episódios especiais
| Episode Title                             | Date                 | Location                  | Venue                       | Rating (18–49) | U.S. Viewers (million) | Notes |
| ----------------------------------------- | -------------------- | ------------------------- | --------------------------- | -------------- | ---------------------- | --- |
| NXT season 1 premiere                     | February 23, 2010    | Milwaukee, Wisconsin      | Bradley Center              | 1.3            | 1.7                    | Debut episode on Syfy, replacing ECW. First episode under the old, reality competition-based format. |
| NXT season 1 finale                       | June 1, 2010         | Dallas, Texas             | American Airlines Center    | 1.17           | 1.4                    | Wade Barrett was declared the winner. |
| NXT season 2 premiere                     | June 8, 2010         | Tampa, Florida            | St. Pete Times Forum        | 1.07           | 1.5                    | |
| NXT season 2 finale                       | August 31, 2010      | Albany, New York          | Times Union Center          | 1.02           | 1.3                    | Kaval was declared the winner. |
| NXT season 3 premiere                     | September 7, 2010    | Baltimore, Maryland       | 1st Mariner Arena           | 0.96           | 1.2                    | Featured an all Divas season. Show was moved from Syfy to WWE.com mid-season. |
| NXT season 3 finale                       | November 30, 2010    | Norfolk, Virginia         | Norfolk Scope               | N/A            | N/A                    | Kaitlyn was declared the winner. |
| NXT season 4 premiere                     | December 7, 2010     | Dayton, Ohio              | Nutter Center               | N/A            | N/A                    | First season broadcast entirely on WWE.com. |
| NXT season 4 finale                       | March 1, 2011        | Cleveland, Ohio           | Quicken Loans Arena         | N/A            | N/A                    | Johnny Curtis was declared the winner. |
| NXT Redemption premiere                   | March 8, 2011        | Houston, Texas            | Toyota Center               | N/A            | N/A                    | Featured seven rookies chosen from the previous male-only seasons. |
| NXT Redemption finale                     | June 13, 2012        | Manchester, New Hampshire | Verizon Wireless Arena      | N/A            | N/A                    | Final episode of NXT under its reality competition-based format. No winner was declared. |
| NXT season 6 premiere                     | June 20, 2012        | Winter Park, Florida      | Full Sail University        | N/A            | N/A                    | First episode of NXT under its developmental brand format. Debut at Full Sail University. |
| NXT Rewind 2013                           | December 25, 2013    | Winter Park, Florida      | Full Sail University        | N/A            | N/A                    | Recap episode featuring all of the year's events on NXT. Featured a match between Antonio Cesaro and William Regal, in what would be Regal's final professional wrestling match. |
| NXT Rewind 2014                           | December 25, 2014    | Winter Park, Florida      | Full Sail University        | N/A            | N/A                    | Recap episode featuring all of the year's events on NXT. Featured Charlotte (c) vs. Sasha Banks for the NXT Women's Championship. |
| The Best of NXT 2015                      | December 30, 2015    | Winter Park, Florida      | Full Sail University        | N/A            | N/A                    | Recap episode featuring all of the year's events on NXT. |
| NXT in Japan                              | December 28, 2016    | Osaka, Japan              | Osaka Prefectural Gymnasium | N/A            | N/A                    | First 2-hour edition of NXT, from the Osaka Prefectural Gymnasium in Osaka, Japan. Featured matches included: - DIY (Johnny Gargano and Tommaso Ciampa) (c) vs. Akira Tozawa and Tajiri for the NXT Tag Team Championship - Asuka (c) vs. Nia Jax for the NXT Women's Championship - Samoa Joe (c) vs. Shinsuke Nakamura for the NXT Championship |
| NXT Holiday Week                          | December 13, 2017    | Winter Park, Florida      | Full Sail University        | 0.27           | 0.84                   | Christmas special on the USA Network, while being simulcasted on the WWE Network. Part of USA's WWE Holiday Week. |
| NXT's USA Network premiere                | September 18, 2019   | Winter Park, Florida      | Full Sail University        | 0.43           | 1.18                   | Live debut on the USA Network. 2-hour show in which the first hour aired on USA, while the remainder aired on the WWE Network. Featured Roderick Strong (c) vs. Velveteen Dream for the NXT North American Championship. |
| First two-hour NXT on USA                 | October 2, 2019      | Winter Park, Florida      | Full Sail University        | 0.32           | 0.89                   | First 2-hour live episode aired in full on USA Network. First episode opposite of AEW Dynamite, in what would start the Wednesday Night Wars. Featured matches included: - Adam Cole (c) vs. Matt Riddle for the NXT Championship - Shayna Baszler (c) vs. Candice LeRae for the NXT Women's Championship - The Undisputed Era (Bobby Fish & Kyle O'Reilly) (c) vs. The Street Profits (Angelo Dawkins & Montez Ford) for the NXT Tag Team Championship |
| 2019 NXT Year-End Awards                  | January 1, 2020      | Winter Park, Florida      | Full Sail University        | 0.15           | 0.55                   | Year-end awards edition of NXT. |
| The Great American Bash                   | July 1, 2020         | Winter Park, Florida      | Full Sail University        | 0.22           | 0.79                   | The first part of a two-week special event. Both nights went head-to-head with All Elite Wrestling's Fyter Fest. |
| The Great American Bash                   | July 8, 2020         | Winter Park, Florida      | Full Sail University        | 0.20           | 0.76                   | Featured Adam Cole (NXT Champion) vs. Keith Lee (NXT North American Champion) in a Winner Takes All match. |
| Super Tuesday                             | September 1, 2020    | Winter Park, Florida      | Full Sail University        | 0.26           | 0.85                   | The first part of a two-week special Tuesday event due to 2020 Stanley Cup playoffs on USA Network in the normal Wednesday time slot. Featured Finn Bálor vs. Tommaso Ciampa vs. Adam Cole vs. Johnny Gargano for the vacant NXT Championship in a 60 minute Iron Man match. |
| Super Tuesday                             | September 8, 2020    | Winter Park, Florida      | Full Sail University        | 0.22           | 0.84                   | Featured matches included: - Finn Bálor vs. Adam Cole for the vacant NXT Championship - Rhea Ripley vs. Mercedes Martinez in a Steel Cage. |
| Takeoff to TakeOver                       | September 23, 2020   | Winter Park, Florida      | Full Sail University        | 0.18           | 0.7                    | TakeOver 31 preview show. Featured matches included: - Shotzi Blackheart vs. Aliyah vs. Kayden Carter vs. Dakota Kai vs. Raquel Gonzalez vs. Indi Hartwell vs. Gia vs. Catalina vs. Raven vs. Ellie vs. Marina Shafir vs. Avery vs. Taylor vs. Rita vs. Kacy Catanzaro vs. Xia Li vs. Candice LeRae vs. Rhea Ripley in a Battle Royal to determine the #1 contender for the NXT Women's Championship - Bronson Reed vs. Kushida vs. Timothy Thatcher vs. Cameron Grimes vs. Kyle O'Reilly in a Gauntlet Eliminator to determine the #1 contender for the NXT Championship                   |
| NXT: Halloween Havoc                      | October 28, 2020     | Orlando, Florida          | WWE Performance Center      | 0.25           | 0.88                   | Special Halloween-themed episode of NXT, hosted by Shotzi Blackheart. First Halloween Havoc event held since 2000, making its WWE debut. Featured the classic "Spin The Wheel, Make the Deal" gimmick, where match stipulations are determined by a spin of a roulette wheel. Featured matches included: - Damian Priest (c) vs. Johnny Gargano for the NXT North American Championship - Io Shirai (c) vs. Candice LeRae for the NXT Women's Championship |
| A Very Gargano Christmas Special          | December 23, 2020    | Orlando, Florida          | WWE Performance Center      | 0.19           | 0.7                    | Christmas special episode. Went head-to-head with All Elite Wrestling's Holiday Bash. Featured Danny Burch and Oney Lorcan (c) vs. Drake Maverick and Killian Dain in a street fight for the NXT Tag Team Championship. |
| 2020 NXT Year-End Awards                  | December 30, 2020    | Orlando, Florida          | WWE Performance Center      | 0.59           | 0.12                   | Year-end awards edition of NXT. Went head-to-head with All Elite Wrestling's Celebration of Mr. Brodie Lee's Life. |
| NXT: New Year's Evil                      | January 6, 2021      | Orlando, Florida          | WWE Performance Center      | 0.64           | 0.16                   | New Year's special, hosted by Dexter Lumis. Went head-to-head with night 1 of All Elite Wrestling's New Year's Smash. First New Year's Evil special since 1999, making its WWE debut. Featured matches included: - Finn Bálor (c) vs. Kyle O'Reilly for the NXT Championship - Karrion Kross vs. Damian Priest - Raquel González vs. Rhea Ripley in a Last Woman Standing match |
| TakeOver: Stand & Deliver Night 1         | April 7, 2021        | Orlando, Florida          | WWE Performance Center      | 0.24           | 0.768                  | Night 1 of a two-night TakeOver special event, airing in NXT's normal timeslot. Was the first TakeOver event to air on the USA Network. Concluded the Wednesday Night Wars, as NXT moved to Tuesdays starting April 13. Featured matches included: - MSK (Wes Lee and Nash Carter) vs. Grizzled Young Veterans (James Drake and Zack Gibson) vs. Legado Del Fantasma (Raul Mendoza and Joaquin Wilde) for the vacant NXT Tag Team Championship - Walter (c) vs. Tommaso Ciampa for the NXT United Kingdom Championship - Io Shirai (c) vs. Raquel González for the NXT Women's Championship |
| NXT's move to Tuesday                     | April 13, 2021       | Orlando, Florida          | WWE Performance Center      | 0.22           | 0.805                  | Was the first NXT episode since the conclusion of the Wednesday Night Wars and the first on their new night on the USA Network. Featured matches included: - MSK (Wes Lee and Nash Carter) (c) vs. Killian Dain and Drake Maverick for the NXT Tag Team Championship - Santos Escobar (c) vs. Kushida for the NXT Cruiserweight Championship |
| The Great American Bash                   | July 6, 2021         | Orlando, Florida          | WWE Performance Center      | 0.19           | 0.707                  | Featured matches included: - MSK (Nash Carter and Wes Lee) (c) vs. Tommaso Ciampa and Timothy Thatcher for the NXT Tag Team Championship - L. A. Knight (c) vs. Cameron Grimes for the Million Dollar Championship - Adam Cole vs. Kyle O'Reilly |
| NXT on Syfy                               | July 27, 2021        | Orlando, Florida          | WWE Performance Center      | 0.12           | 0.52                   | Special airing of NXT on Syfy due to NBCUniversal coverage of the 2020 Summer Olympics on USA Network. First episodes of NXT broadcast on Syfy since September 28, 2010. |
| NXT on Syfy                               | August 3, 2021       | Orlando, Florida          | WWE Performance Center      | 0.10           | 0.52                   | Special airing of NXT on Syfy due to NBCUniversal coverage of the 2020 Summer Olympics on USA Network. First episodes of NXT broadcast on Syfy since September 28, 2010. |
| NXT 2.0 premiere                          | September 14, 2021   | Orlando, Florida          | WWE Performance Center      | 0.21           | 0.77                   | The first episode of the newly revamped NXT, featuring a new logo, remodeled WWE Performance Center, and new theme song performed by Wale. Featured the wedding of Indi Hartwell and Dexter Lumis. Featured Tommaso Ciampa vs. Pete Dunne vs. L. A. Knight vs. Von Wagner in a Fatal 4-Way match for the vacant NXT Championship. |
| Halloween Havoc 2021                      | October 26, 2021     | Orlando, Florida          | WWE Performance Center      | 0.18           | 0.746                  | Special Halloween-themed episode of NXT. Featured Tommaso Ciampa vs. Bron Breakker for the NXT Championship. |
| New Year's Evil 2022                      | January 4, 2022      | Orlando, Florida          | WWE Performance Center      | 0.16           | 0.685                  | New Year's special of NXT. Featured Tommaso Ciampa vs. Bron Breakker for the NXT Championship |
| Vengeance Day 2022                        | February 15, 2022    | Orlando, Florida          | WWE Performance Center      | 0.11           | 0.525                  | Valentine's Day special edition of NXT. Featured Bron Breakker vs. Santos Escobar for the NXT Championship |
| Roadblock 2022                            | March 8, 2022        | Orlando, Florida          | WWE Performance Center      | 0.13           | 0.613                  | Featured Bron Breakker vs. Dolph Ziggler vs. Tommaso Ciampa in a triple threat match for the NXT Championship |
| Spring Breakin' 2022                      | May 3, 2022          | Orlando, Florida          | WWE Performance Center      | 0.13           | 0.661                  | Spring Break special edition of NXT. Featured Bron Breakker vs. Joe Gacy for the NXT Championship |
| The Great American Bash                   | July 5, 2022         | Orlando, Florida          | WWE Performance Center      | 0.12           | 0.593                  | Fourth of July special edition of NXT. Featured Bron Breakker vs. Cameron Grimes for the NXT Championship |
| Heatwave 2022                             | August 16, 2022      | Orlando, Florida          | WWE Performance Center      | 0.14           | 0.678                  | First Heat Wave event held since 2000, making its WWE debut. Featured Bron Breakker vs. JD McDonagh for the NXT Championship. |
| 1 Year Anniversary Celebration of NXT 2.0 | September 13, 2022   | Orlando, Florida          | WWE Performance Center      | 0.15           | 0.728                  | One year anniversary celebration of NXT 2.0. At the end of the show, a video narrated by Shawn Michaels featured a revised NXT logo which effectively ended the "2.0" branding. Fan interactive vote for matches revived the Taboo Tuesday concept used from 2004 to 2008, but not branded as such. |
| New Year's Evil 2023                      | January 10, 2023     | Orlando, Florida          | WWE Performance Center      | 0.15           | 0.700                  | New Year's special of NXT. Featured Bron Breakker vs. Grayson Waller for the NXT Championship |
| Roadblock 2023                            | March 7, 2023        | Orlando, Florida          | WWE Performance Center      | 0.17           | 0.624                  | Featured Roxanne Perez (c) vs. Meiko Satomura for the NXT Women's Championship |
| Spring Breakin' 2023                      | April 25, 2023       | Orlando, Florida          | WWE Performance Center      | 0.18           | 0.647                  | Featured Indi Hartwell (c) vs. Roxanne Perez vs. Tiffany Stratton for the NXT Women's Championship |
| Gold Rush                                 | June 20, 2023        | Orlando, Florida          | WWE Performance Center      | 0.23           | 0.773                  | Featured Seth "Freakin" Rollins (c) vs. Bron Breakker for the World Heavyweight Championship |
| Gold Rush                                 | June 27, 2023        | Orlando, Florida          | WWE Performance Center      | 0.17           | 0.622                  | Featured Carmelo Hayes (c) vs. Baron Corbin for the NXT Championship |
| Heatwave 2023                             | August 22, 2023      | Orlando, Florida          | WWE Performance Center      | 0.19           | 0.720                  | Featured Carmelo Hayes (c) vs. Wes Lee for the NXT Championship |
| Halloween Havoc 2023                      | October 24, 2023     | Orlando, Florida          | WWE Performance Center      | 0.21           | 0.787                  | Featured Becky Lynch (c) vs. Lyra Valkyria for the NXT Women's Championship |
| Halloween Havoc 2023                      | October 31, 2023     | Orlando, Florida          | WWE Performance Center      | 0.20           | 0.674                  | Featured Ilja Dragunov (c) vs. Carmelo Hayes for the NXT Championship |
| New Year's Evil (2024)                    | 2 de janeiro de 2024 | Orlando, Florida          | WWE Performance Center      | 0.25           | 0.768                  | Apresentou: - Lyra Valkyria (c) vs. Blair Davenport pelo Campeonato Feminino do NXT - Trick Williams vs. Grayson Waller |
| Roadblock (2024)                          | 5 de março de 2024   | Orlando, Florida          | WWE Performance Center      |                |                        | |